# 8734 Warner
A 8734 Warner (ideiglenes jelöléssel 1997 AA) a Naprendszer kisbolygóövében található aszteroida. Paul G. Comba fedezte fel 1997. január 1-jén.